# Dicranota (Dicranota) amatrix
Dicranota (Dicranota) amatrix is een tweevleugelige uit de familie Pediciidae. De soort komt voor in het Oriëntaals gebied.